# (37587) 1991 CK3
1991 CK3 (asteroide 37587) é um asteroide da cintura principal. Possui uma excentricidade de 0.29376560 e uma inclinação de 17.26656º.
Este asteroide foi descoberto no dia 14 de fevereiro de 1991 por Eleanor F. Helin em Palomar.